# 中鉢功
中鉢 功（ちゅうばち こう）はTBSテレビ制作局制作1部所属のマネージメントプロデューサー。2009年までは編成制作本部制作局バラエティ制作センター（旧TBSエンタテインメント制作三部）、2009年から2012年までは報道局、2013年からは情報制作局情報3部所属の総合演出・チーフプロデューサー、2016年12月までは制作プロデューサーだった。

## 人物
- 慶應義塾大学卒業。TOKIOの国分太一ははとこにあたる。
- 阿部龍二郎班所属。主に音楽番組を担当する。
- 2001年4月にTBSとフジテレビと共同で設立された合弁会社MU-HAのTBS側の責任者でもあった。
- 2008年5月下旬から阿部龍二郎が編成局部長に異動したため、担当番組の一部である音楽番組のチーフプロデューサーを引き継いだ。
- 2009年9月26日開始の『イブニングワイド』でチーフプロデューサーを担当。同番組がリニューアルしてスタートした『Nスタ』にもプロデューサーとして携わった。2012年4月から翌年2月までは『情報7days ニュースキャスター』のプロデューサーを担当した。
- 2013年3月からは『はなまるマーケット』の総合演出を担当していた（2014年3月27日の番組終了まで）。
- 2014年3月31日から開始の『いっぷく!』[1]のチーフプロデューサー→制作プロデューサーを担当していた[2]。MCは、はとこである国分が務める。
- 2015年3月30日からは『あさチャン!』の番組プロデューサーを担当した。
- 2017年1月25日からは『水曜日のダウンタウン』のマネージメントプロデューサーを務めていた。

## 担当番組

### 過去
- オールスター感謝祭 '98超豪華!クイズ決定版 この春お待たせ特大号（フロアディレクター）
- 未来ナース（ディレクター）
- うたばん（チーフディレクター→チーフディレクター・演出→演出・プロデューサー→チーフプロデューサー）
- 月光音楽団
- イシバシ・レシピ
  - イシバシ・レシピ2
- 日本レコード大賞
- クリスマスの約束 (演出)
- 月曜組曲（演出）
- ナンバー2 ～一番になれなかった天才達の物語～（プロデューサー）
- COUNT DOWN TV（プロデューサー→チーフプロデューサー）
- イブニングワイド（チーフプロデューサー）
- Nスタ（プロデューサー）
- 情報7days ニュースキャスター（2012年4月14日 - 2013年3月、プロデューサー）
- はなまるマーケット（2013年4月 - 2014年3月、総合演出）
- 上田晋也の緊急報道!（総合演出）
- いっぷく!（2014年3月31日 - 12月29日、チーフプロデューサー→制作プロデューサー）
- あさチャン!（番組プロデューサー）
- オール芸人お笑い謝肉祭（プロデューサー）
- 水曜日のダウンタウン（マネージメントプロデューサー）

## 当局所属
- 鈴木慎治（元番組宣伝部・『CDTV』『うたばん』プロデューサー）